# Arctolembos arcticus
Arctolembos arcticus är en kräftdjursart som först beskrevs av Hansen 1887.  Arctolembos arcticus ingår i släktet Arctolembos och familjen Aoridae. Inga underarter finns listade i Catalogue of Life.